# 308 TCN
308 TCN là một năm trong lịch La Mã.